# Абдиев, Толобек Зайнидинович
Толобек Зайнидинович Абдиев — советский хозяйственный, государственный и политический деятель.

## Биография
Родился в 1947 году в селе Комсомольское. Член КПСС.
С 1964 года — на хозяйственной, общественной и политической работе. В 1964—2000 гг. — зоотехник, главный зоотехник, директор Сон-Кульского
совхоза Кочкорского района, председатель Кочкорского райисполкома, первый секретарь Кочкорского райкома КП Киргизской ССР, вице-президент Акционерного общества «Мал», глава Ат-Башинской районной государственной администрации, директор Фрунзенского мехлесхоза.
Избирался депутатом Верховного Совета Киргизской ССР 12-го созыва (1990—1995).
Живёт в Киргизии.